# تمساح (أسطورة)
التمساح (بالإنجليزية: Crocodile)‏ حيوان من الزواحف المائية الاستوائية يظهر بمظهر خير وشيطاني في آن واحد في أساطير العالم، إذ يتحد التمساح مع الآلهة سيبك، وست، وحورس في الأساطير المصرية، وكان الكهنة المصريون يحتفظون بتمساح أليف مقدس في بحيرة صناعية، ويطعمونه اللحوم والحلوى وشراب النبيذ، فيقوم بعض الكهنة بفتح فمه بينما يضع آخرون الطعام والشراب فيه وتنتهي الوجبة بمزيج من اللبن والعسل.
وفي العصور الوسطى كان المجرمون في بعض الأقطار الذين ارتكبوا جرائم يعاقبون بأن يلقى بهم في بحيرة التماسيح، فإذا التهمته دل ذلك على ارتكابه الجريمة، وإن أعرضت عنه كان ذلك دليلا على أنه بريء، ولهذا تعتقد بعض القبائل في غرب إفريقيا أن التماسيح هي تجسيد لضحايا الجريمة، وفي الأساطير الهندوسية فإن التماسيح تجسيد للضحايا من رجال الدين البراهمة، وفي الأدب الشعبي في أوربا تعرف التماسيح بدموعها التي تذرفها على ضحاياها، ويسرق شكسبير في مسرحية عطيل هذا الاعتقاد (4 :2)، ويشير الشاعر الإنجليزي روبرت هريك
R. Herick إلى التمساح على أنه بغير لسان، والحب الحقيقي مثل التمساح لا لسان له.
لفظة التمساح مصرية الأصل فهي: إمساح، والتاء للتأنيث.